# Житородь
Жи́тородь (біл. вёска Жы́тарадзь) — село в складі Гродненського району Гродненської області, Білорусь. Село підпорядковане Індурській сільській раді, розташоване в західній частині області.